# サミー
サミー株式会社（英: Sammy Corporation）は、日本のパチスロ・パチンコ・ゲームメーカー。セガサミーホールディングス株式会社の完全子会社。パチスロ事業ではトップメーカーとして知られている。

## 概要
創業者である里見治の実父である里見治夫が経営していた食品会社「株式会社さとみ」の一部門として1975年に設立。社名及びブランド名である「サミー」の由来は、“里見”（さとみ）をニックネーム風にもじったもので、自社で開発したパチスロなどの遊技機を海外に輸出する際のブランド名として里見が考案したもの。
2003年12月にゲームメーカー大手のセガを買収、2004年10月1日にはセガと経営統合を行い、持株会社「セガサミーホールディングス」（SSH）を設立、サミーはSSHの100%子会社となっている。
セガとの経営統合前はゲーム事業も行っており、GUILTY GEARシリーズやパチスロシミュレーションゲーム、ピンボールマシンなどを開発・発売。ゲーム用周辺機器もアスキーから事業を引き継いで発売していた。アミューズメントスポットの運営も行なっていた他、アーケードゲーム用システム基板「ATOMISWAVE（アトミスウェーブ）」を開発、供給を行っていた。2005年以降、GUILTY GEARシリーズ、パチスロシミュレータ等のサミーの家庭用ゲームソフトは、販売元をセガに変更し、セガを通じて販売されることとなったが、実際には、パチスロ（パチンコ）レボリューションシリーズと、その盤面以外のアーケードゲームもセガが販売することになった（アーケードゲーム事業は2015年4月にセガ・インタラクティブへ再移管）。このため、アトミスウェーブのタイトルもセガが販売している。ATOMISWAVE並びにサミーが発売したアーケードゲームのタイトルの修理サポートは、2017年3月31日を以って終了した他、七号転用機の修理サポート自体も、2005年3月までに発売された全盤面並びに2005年4月から2011年3月までに発売された一部の盤面の修理サポートも2018年2月28日を以って終了。セガへのアーケードゲーム事業移管後も、セガ・インタラクティブ、セガ・ロジスティクスサービス共々日本アミューズメントマシン協会AMマシン事業部会員となっている。また、サミーが運営していたゲームセンターも、セガに移管している。
SSHは2015年9月に、遊技機事業の構造改革を発表。この構造改革では、4社に分散していた遊技機の開発・製造を、それぞれサミー本社とサミー川越工場・サミー埼玉工場に集約した他、子会社のタイヨーエレックで希望退職を実施した。4つのブランドで展開しているマルチブランド戦略も見直し、順次サミーにブランドを集中させており、2017年にはタイヨーエレックブランドが消滅した。今後は2018年以降をめどにユニバーサルエンターテインメントとの合弁会社であるジーグ製筐体を投入させる予定である。2014年5月から実施しているセガサミーグループにおける構造改革の実施は、2015年4月にゲーム事業やアニメーション事業などのエンタテインメントコンテンツ事業の再編（セガホールディングス設立）に次ぐものとなる。
2018年5月にサミー、タイヨーエレック、銀座 、ロデオ の4社の本店所在地をサンシャイン60から住友不動産大崎ガーデンタワーオフィス棟へ移転。4社並びにサミーネットワークスの本社所在地も同年8月に住友不動産大崎ガーデンタワーオフィス棟へ移転した。

## 沿革
- 1947年 - 東京栄養食品設立。元々は豆腐屋だった。
- 1965年 - 東京栄養食品の社名を「株式会社さとみ」に変更。アミューズメント部門を設立し、クレーンゲームやラジコンサーキットなどの開発・販売を手がける。
- 1967年 - 「サミー」ブランド誕生。当初はクレーンゲームのブランドだった。
- 1972年 - 株式会社さとみ、食品部門を分離[11]。
- 1973年 - アレンジボール機の開発・製造に進出。
- 1974年 - 中日スタヂアム事件に巻き込まれ4億円の損害を負う[12]。
- 1975年 - 株式会社さとみの関連会社としてサミー工業株式会社設立。
  - 11月 - 里見治が株式会社さとみの社長に就任し、里見治夫は社長から会長へ[13]。
- 1977年11月5日 - ゲーム機納入先からの手形が不渡りとなり、株式会社さとみが倒産[14]。
  - 債権者らと共にサミー工業を再建し事業を継続、社長には里見治の義父が就任[15]。
- 1978年 - インベーダーゲームブームを受けてビデオゲーム開発に参入、東京都板橋区に工場開設。この頃は他社の様にゲーム自体をオリジナルで作るのでなく、ライセンス生産によりライセンス元と全く同じものだけを作っていた（『STスペースインベーダー』）。
- 1980年 - 『STギャラクシアン』発売。本作発売の後、ビデオゲーム業界から一時撤退する。里見治、代表取締役社長に就任[16]。
- 1982年 - パチスロ機の販売開始。
- 1988年4月14日 - 会長の里見治夫、心不全により死去[11]。
- 1992年10月 - ネオジオ用ソフト『ビューポイント』を発売し、12年ぶりにビデオゲーム業界に再参入。
- 1993年 - セタ、ビスコとの共同開発アーケードゲーム基板『SSV』を発表[17][18]。
- 1995年 - パチンコ機の販売開始。
- 1997年 - 商号をサミー株式会社に変更。
- 1998年 - アーケードゲーム『パチンコセクシーリアクション』稼働。
- 1999年12月16日 - 日本証券業協会に株式を店頭登録。
- 2000年
  - バークレスト社を連結対象化し、商号を株式会社ロデオに変更する。
  - 2月 - アリストクラートテクノロジーズとの業務提携。
- 2001年
  - オリジナルキャラクターを使用したTVCM「ココロのシイタケ」編放映開始。
  - 2月28日 - 東京証券取引所市場第一部に株式を上場。
  - 10月 - コピー打法事件が発覚し、設置台ほぼ全てを無償改修。
- 2002年9月19日 - SH-4・PowerVR搭載アーケードゲーム基板『ATOMISWAVE』を発表[19]。
- 2003年10月 - 同社最大のヒット作、かつパチスロ史上最大のヒット作であるパチスロ北斗の拳ホール導入開始。
- 2004年
  - 1月 - IGT-Japanとの業務提携。
  - 6月25日 - 吉田賢吉、代表取締役社長に就任。
  - 10月1日 - セガと経営統合、持株会社「セガサミーホールディングス」を設立、株式交換で同社の100%子会社になる。
- 2005年2月28日 - 片本通、代表取締役社長に就任。
- 2006年10月 - 株式会社銀座と資本業務提携し、持分法適用会社化。
- 2007年
  - 3月 - タイヨーエレック株式会社と業務提携し、筆頭株主となる。
  - 12月 - タイヨーエレック株式会社に追加出資し、子会社化する。
- 2008年 - 中山圭史、代表取締役社長COOに就任。
- 2009年
  - 3月 - 株式会社銀座と資本業務提携解消。
  - 12月8日 - 株式会社銀座の全株式を取得し子会社化。
- 2011年8月1日 - タイヨーエレックを株式交換により完全子会社化。
- 2012年
  - 4月1日 - 青木茂、代表取締役社長COOに就任。
  - 9月18日 - 新川越工場並びにサミーロジスティクスセンター稼働開始。旧川越工場は埼玉工場と改称[20]。
- 2016年
  - 3月22日 - サミーと株式会社ユニバーサルエンターテインメントとの合弁会社である株式会社ジーグを設立[21]。
  - 7月24日 - この年から、ユニバーサルエンターテインメントのイベントである「ユニバーサルカーニバル」にサミーも参加し、「ユニバーサルカーニバル×サミーフェスティバル」として両社のコラボイベントとして開催。
- 2018年
  - 5月7日 - 本店所在地をサンシャイン60から西品川にある住友不動産大崎ガーデンタワーオフィス棟へ移転。
  - 8月6日 - 本社所在地をサンシャイン60から住友不動産大崎ガーデンタワーオフィス棟へ移転[22][23][24]。
- 2021年
  - 4月1日 - コーポレート機能等の管理業務を会社分割を行った上で、当該業務をセガサミーホールディングスが承継[25]
  - 6月9日 - テキサスホールデムを軸とした事業『m』を発表[26]。

## パチスロ機種一覧

### 3号機以前（主要機種）
- 1985年 - ナイアガラ（1号機）
- 1988年 - アペックス301（2号機）
- 1991年 - アラジンII（3号機）

### 4号機（主要機種）
| 機種名                    | 発売年 | 備考                             |
| ------------------------- | ------ | -------------------------------- |
| スーパーヘビーメタル      | 1994年 | 初の4号機                        |
| アラジンマスター          | 1995年 |                                  |
| ウルトラセブン            | 1996年 |                                  |
| ウルトラマン倶楽部3       | 1998年 | 業界初のCT搭載機                 |
| ロイヤルバー2             | 1998年 | 合成確率は設定1でも1/99          |
| ビンビン神様              | 1998年 | 業界初の大量獲得機（A-500）      |
| マックスボンバー          | 1999年 | 業界初の8ライン機（各リール4段） |
| 仮面ライダーV3            | 1999年 |                                  |
| ゲゲゲの鬼太郎            | 2000年 | 業界初の液晶搭載機               |
| 玉緒でポン!               | 2000年 |                                  |
| ゴジラ2                   | 2000年 |                                  |
| ゲゲゲの鬼太郎SP          | 2000年 | 業界初のAT搭載機                 |
| ディスクアップ            | 2000年 | 業界初のART搭載機                |
| キャッツアイ              | 2000年 |                                  |
| 宇宙戦艦ヤマトA           | 2000年 |                                  |
| 獣王                      | 2001年 | 本格的なAT機時代に突入           |
| ハードボイルド2           | 2001年 |                                  |
| サンペイ                  | 2001年 |                                  |
| アラジンA                 | 2002年 | 後に検定取消                     |
| ハクション大魔王S         | 2002年 | 押し順型AT機                     |
| 猛獣王S                   | 2002年 | 獣王の後継機                     |
| ギャルズマジック          | 2003年 | 初のストック機                   |
| キングキャメル            | 2003年 | 業界初の1ライン機                |
| 北斗の拳                  | 2003年 |                                  |
| ポパイ                    | 2005年 |                                  |
| パチスロ海物語            | 2005年 | 三洋物産が販売                   |
| ウルトラマン倶楽部ST      | 2005年 |                                  |
| アラジン2エボリューション | 2005年 |                                  |
| 北斗の拳SE                | 2006年 |                                  |

### 5号機
| 機種名                                   | 発売年月   | 備考                             |
| ---------------------------------------- | ---------- | -------------------------------- |
| 出ましたハクション大魔王                 | 2005年11月 | 初の5号機                        |
| クラッシュバンディクーS                  | 2006年2月  |                                  |
| ボンバーマンビクトリー                   | 2006年4月  | 初のナビ獲得型リプパンはずし搭載 |
| スパイダーマン2                          | 2006年11月 |                                  |
| 仮面ライダーDX 走れ!スーパーバイク編     | 2007年2月  |                                  |
| ミスターマジックネオ                     | 2007年3月  | 完全告知機                       |
| ゴジラ パチスロウォーズ                  | 2007年3月  |                                  |
| けものっち!                              | 2007年5月  | 完全告知機                       |
| ディスクアップオルタナティブ             | 2007年6月  |                                  |
| 力道山                                   | 2007年7月  |                                  |
| 仮面ライダーDX 回れ!回転ベルト編         | 2007年7月  |                                  |
| 北斗の拳2 乱世覇王伝 天覇の章            | 2007年7月  |                                  |
| 北斗の拳2ネクストゾーン将                | 2008年3月  |                                  |
| 北斗の拳2ネクストゾーン闘                | 2008年3月  |                                  |
| パチスロ格闘美神ウーロン                 | 2008年5月  |                                  |
| パチスロ桃太郎電鉄                       | 2008年7月  |                                  |
| パチスロハードボイルド                   | 2008年11月 |                                  |
| ぱちスロSTゴジラ                         | 2008年12月 |                                  |
| ぱちスロST行け!稲中卓球部                | 2008年12月 |                                  |
| 快盗天使ツインエンジェル2                | 2009年3月  | マイスロサービススタート         |
| パチスロうる星やつら2                    | 2009年7月  |                                  |
| がんばれ!!ロボコン                       | 2009年8月  |                                  |
| パチスロ交響詩篇エウレカセブン           | 2009年9月  |                                  |
| ベルサイユのばら                         | 2009年10月 |                                  |
| パチスロあしたのジョー                   | 2010年1月  |                                  |
| パチスロポパイブリッド                   | 2010年3月  |                                  |
| パチスロ蒼天の拳                         | 2010年5月  |                                  |
| パチスロスパイダーマン3                  | 2010年9月  |                                  |
| パチスロサクラ大戦3                      | 2011年1月  |                                  |
| パチスロろくでなしBLUES                  | 2011年2月  |                                  |
| パチスロ装甲騎兵ボトムズ                 | 2011年4月  |                                  |
| パチスロエイリヤンビギンズ               | 2011年6月  |                                  |
| パチスロ快盗天使ツインエンジェル3        | 2011年10月 |                                  |
| パチスロ北斗の拳 世紀末救世主伝説        | 2011年12月 |                                  |
| パチスロサクラ大戦3 〜Loop ver.〜        | 2012年1月  |                                  |
| パチスロコードギアス 反逆のルルーシュ    | 2012年5月  |                                  |
| THE IDOLM@STER LIVE in SLOT!             | 2012年7月  |                                  |
| パチスロリングにかけろ1 ギリシア十二神編 | 2012年9月  |                                  |
| パチスロ攻殻機動隊S.A.C.                 | 2013年1月  |                                  |
| ぱちんこCR鉄のラインバレル               | 2013年3月  |                                  |
| パチスロ北斗の拳 転生の章                | 2013年6月  |                                  |
| パチスロ化物語                           | 2013年10月 |                                  |
| パチスロ交響詩篇エウレカセブン2          | 2013年11月 |                                  |
| パチスロ獣王 王者の帰還                  | 2013年12月 |                                  |
| パチスロ輪廻のラグランジェ               | 2014年2月  | アンリミテッドリール搭載         |
| パチスロロストアイランド                 | 2014年5月  |                                  |
| パチスロ蒼天の拳2                        | 2014年6月  |                                  |
| パチスロアラジンAII                      | 2015年2月  |                                  |
| パチスロ北斗の拳 強敵                    | 2015年9月  | 2014年改正型式試験方式適合機     |
| パチスロベヨネッタ                       | 2015年10月 |                                  |
| パチスロ機甲戦記ドラグナー               | 2015年10月 |                                  |
| パチスロ鬼武者3 時空天翔                 | 2015年11月 |                                  |

### 5.5号機
| 機種名                                  | 発売年月   | 備考                   |
| --------------------------------------- | ---------- | ---------------------- |
| パチスロ偽物語                          | 2016年2月  |                        |
| パチスロコードギアス 反逆のルルーシュR2 | 2016年5月  |                        |
| A-SLOT偽物語                            | 2016年7月  |                        |
| A-SLOT北斗の拳 将                       | 2016年7月  |                        |
| パチスロ北斗の拳 修羅の国篇             | 2016年10月 |                        |
| パチスロエウレカセブンAO                | 2017年1月  |                        |
| パチスロ牙狼 -守りし者-                 | 2017年2月  | Sansei R&Dとの共同開発 |
| パチスロ宇宙戦艦ヤマト2199              | 2017年2月  |                        |
| パチスロ攻殻機動隊S.A.C. 2nd GIG        | 2017年3月  |                        |
| パチスロ獣王 王者の覚醒                 | 2017年4月  |                        |
| パチスロサクラ大戦〜熱き血潮に〜        | 2017年5月  |                        |
| パチスロツインエンジェルBREAK           | 2017年6月  |                        |
| A-SLOTエイリヤンレボリューション        | 2017年7月  |                        |
| パチスロ北斗の拳 新伝説創造             | 2017年9月  |                        |

### 5.9号機
| 機種名                                          | 発売年月   | 備考 |
| ----------------------------------------------- | ---------- | ---- |
| パチスロコードギアス 反逆のルルーシュR2 C.C.ver | 2018年1月  |      |
| パチスロ戦場のヴァルキュリア                    | 2018年2月  |      |
| パチスロ北斗の拳 修羅の国篇 羅刹ver.            | 2018年5月  |      |
| 回胴黙示録カイジ4                               | 2018年12月 |      |

### 6号機 - 6.5号機
| 機種名                                                    | 発売年月   | 製造 | 備考                                                                     |
| --------------------------------------------------------- | ---------- | ---- | ------------------------------------------------------------------------ |
| パチスロチェインクロニクル                                | 2018年11月 |      | サミー初の6号機。初のペナルティボーナス型スラッシュAT搭載。              |
| パチスロ蒼天の拳 朋友                                     | 2019年1月  |      | 有限RT搭載 サミー初のプロジェクションマッピング搭載機                    |
| パチスロ猛獣王 王者の咆哮                                 | 2019年4月  |      |                                                                          |
| パチスロあの日見た花の名前を僕達はまだ知らない。          | 2019年8月  |      |                                                                          |
| パチスロ北斗の拳 天昇                                     | 2019年11月 | T    |                                                                          |
| パチスロ交響詩篇エウレカセブン3 HI-EVOLUTION ZERO         | 2019年12月 |      | 純増可変型AT搭載                                                         |
| パチスロファンタシースターオンライン2                     | 2020年2月  | G    |                                                                          |
| パチスロ〈物語〉シリーズ セカンドシーズン                 | 2020年3月  | T    |                                                                          |
| パチスロ真・北斗無双                                      | 2020年7月  |      |                                                                          |
| 回胴黙示録カイジ～沼～                                    | 2020年10月 | G    |                                                                          |
| パチスロ七つの大罪                                        | 2020年11月 | T    |                                                                          |
| パチスロ頭文字D                                           | 2021年1月  | T    | 6.1号機、業界初のType-D搭載A+AT機                                        |
| パチスロ北斗の拳 宿命                                     | 2021年3月  |      | 6.1号機、ベースカット指示機能搭載機                                      |
| パチスロAngel Beats!                                      | 2021年4月  | T    | 6.1号機初の2020年改正型式試験方式適合機 プロジェクションマッピング搭載機 |
| パチスロガメラ                                            | 2021年6月  | G    | 6.1号機                                                                  |
| パチスロコードギアス 反逆のルルーシュ3                    | 2021年8月  | G    | 6.1号機、A+AT機                                                          |
| パチスロ楽園追放                                          | 2021年9月  | R    | 6.1号機                                                                  |
| パチスロツインエンジェルPARTY                             | 2021年10月 |      | 6.1号機、A+AT機                                                          |
| パチスロANEMONE 交響詩篇エウレカセブン HI-EVOLUTION       | 2021年11月 | R    | 6.2号機                                                                  |
| パチスロアラジンAクラシック                               | 2022年1月  | G    | 6.2号機                                                                  |
| パチスロディスクアップ2                                   | 2022年1月  |      | 6.2号機、天井非搭載。A+AT機。                                            |
| パチスロドリフターズ                                      | 2022年2月  |      | 6.2号機                                                                  |
| パチスロ蒼天の拳4                                         | 2022年3月  | G    | 6.2号機                                                                  |
| パチスロこの素晴らしい世界に祝福を!                       | 2022年4月  |      | 6.2号機                                                                  |
| ぱちすろけものフレンズ                                    | 2022年5月  | R    | 6.2号機                                                                  |
| パチスロ甲鉄城のカバネリ                                  | 2022年7月  |      | 6.5号機。減算区間ST搭載。初の有利区間貫き仕様。                          |
| パチスロペルソナ5                                         | 2022年9月  | R    | 6.5号機                                                                  |
| パチスロRYUKYU BEAT-30                                    | 2022年10月 | R    | 6.1号機、設定L搭載                                                       |
| パチスロハードボイルド                                    | 2022年10月 | T    | 6.5号機                                                                  |
| パチスロ幼女戦記                                          | 2022年10月 |      | 6.5号機、設定L搭載                                                       |
| パチスロ盾の勇者の成り上がり                              | 2023年2月  | G    | 6.5号機。本機以降全機種にコンプリート機能搭載。                          |
| パチスロコードギアス 反逆のルルーシュ3 C.C.&Kallen ver.   | 2023年6月  | R    | 6.5号機、GATスペック機第1弾。                                            |
| パチスロ傷物語                                            | 2023年9月  | R    | 6.5号機                                                                  |
| パチスロ交響詩篇エウレカセブン HI-EVOLUTION ZERO TYPE-ART | 2023年11月 | T    | 6.5号機、天井非搭載。A+ART機                                             |
| パチスロガメラ2                                           | 2024年3月  | T    | 6.5号機                                                                  |

### スマスロ
| 機種名                                                   | 発売年月   | 製造 | 備考                          |
| -------------------------------------------------------- | ---------- | ---- | ----------------------------- |
| スマスロ北斗の拳                                         | 2023年3月  | T    | 設定L搭載、有利区間貫き仕様。 |
| スマスロ バイオハザード:ヴェンデッタ                     | 2023年7月  | R    |                               |
| スマスロ コードギアス 反逆のルルーシュ／復活のルルーシュ | 2024年2月  |      |                               |
| スマスロゴールデンカムイ                                 | 2024年4月  | R    |                               |
| スマスロ交響詩篇エウレカセブン4 HI-EVOLUTION             | 2024年5月  | G    |                               |
| スマスロ痛いのは嫌なので防御力に極振りしたいと思います。 | 2024年6月  | R    |                               |
| スマスロ真・北斗無双                                     | 2024年7月  | R    | 設定L搭載                     |
| A-SLOT+ この素晴らしい世界に祝福を!                      | 2024年9月  | R    | A+AT機                        |
| スマスロ頭文字D 2nd                                      | 2024年10月 | R    |                               |
| スマスロ聖戦士ダンバイン                                 | 2024年12月 | G    |                               |
| A-SLOT+ ディスクアップ ULTRAREMIX                        | 2025年1月  | T    | AT機、5段階設定（設定L含む）  |
| 回胴黙示録カイジ 狂宴                                    | 2025年3月  | R    |                               |

※製造元：G - 銀座、R - ロデオ、T - タイヨーエレック
出典：パチスロ機種情報（パチンコビレッジ）／機種インデックス（P-WORLD）

## パチンコ機種一覧

### 旧基準機（主要機種）
- 1992年 - CR雀魔王（雀球）
- 1994年 - CRアラビアンチャンス（アレパチ）
- 1995年 - CRゴールドラッシュ2（初のデジパチ）
- 1995年 - CRくだもの畑
- 1998年 - CRUFOキャッチャー
- 1999年 - CR男はつらいよ
- 2000年 - CRSDガンダム、CRハクション大魔王
- 2001年 - CR自己中心派、CR釣りバカ日誌
- 2002年 - CR北斗の拳、CRサラリーマン金太郎、CR玉緒でドッカン（業界初の3D液晶搭載）
- 2003年 - CRソニック、CRシティーハンター、CR極上!梅松パラダイス、CRじゃぽん
- 2004年 - CRマーメイドザブーン、CR力道山、CRわ。

### 2004年改正規則準拠機
| 機種名                                             | 発売年月   | 備考                                                    |
| -------------------------------------------------- | ---------- | ------------------------------------------------------- |
| CRハクション大魔王2                                | 2004年12月 |                                                         |
| CR俺の空                                           | 2005年1月  |                                                         |
| CRチョロQ                                          | 2005年5月  |                                                         |
| CR K-1 PREMIUM Dynamite                            | 2005年7月  |                                                         |
| CR北斗の拳                                         | 2005年7月  | デジハネスペック発売は2006年7月                         |
| CRあずみ                                           | 2005年9月  |                                                         |
| CRスーパージェッター                               | 2005年11月 |                                                         |
| CRチョロQターボ                                    | 2005年11月 | デジパチ・羽根モノ混合タイプ                            |
| CR魁!!男塾                                         | 2006年1月  |                                                         |
| CRガメラ エクストリームバトル                      | 2006年4月  |                                                         |
| CRフレディVSジェイソン                             | 2006年5月  |                                                         |
| CRガッチャマン                                     | 2006年9月  | デジハネ専用機種                                        |
| CRリングにかけろ1                                  | 2006年9月  |                                                         |
| CRサラリーマン金太郎                               | 2006年11月 | 新枠「SFZERO」採用                                      |
| CR OH!アニモー                                     | 2006年12月 | 普通機                                                  |
| CRビジトジの忍気爆発!                              | 2007年1月  |                                                         |
| CRアラジンデスティニー                             | 2007年3月  | デジパチ・羽根モノ混合タイプ                            |
| ドリームジャンベガス                               | 2007年3月  | 雀球                                                    |
| CRサクラ大戦                                       | 2007年9月  |                                                         |
| CRクラッシュバンディクー                           | 2007年10月 | デジハネ専用機種、バトルスペックと通常スペックの2タイプ |
| CRターミネーター2 ジャッジメントデイ               | 2008年1月  | Vデジ（デジパチ・羽根モノ混合タイプ）                   |
| CRバックトゥザフューチャー                         | 2008年5月  |                                                         |
| ぱちんこCR北斗の拳                                 | 2008年9月  | 新枠「焔」採用、バトルスペック                          |
| CRバーチャファイター                               | 2008年10月 | バトルスペック                                          |
| ぱちんこCR逃亡者おりん                             | 2009年2月  | 一発告知機能「パトリンドウ」搭載                        |
| ぱちんこCRハクション大魔王3 アクビ娘               | 2009年6月  |                                                         |
| CR GAMERA THE BATTLE PACHINKO                      | 2009年8月  | バトルスペック                                          |
| ぱちんこCR宮廷女官チャングムの誓い                 | 2009年9月  | 一発告知機能搭載                                        |
| ぱちんこCR戦国乱舞 蒼き独眼                        | 2009年10月 | デジパチ・羽根モノ混合タイプ                            |
| ぱちんこCR蒼天の拳                                 | 2009年12月 |                                                         |
| ぱちんこCRサクラ大戦2                              | 2010年3月  |                                                         |
| ぱちんこCR野球狂の詩                               | 2010年5月  | ダイナム専用機種                                        |
| ぱちんこCR Club Moon                               | 2010年5月  |                                                         |
| ぱちんこCR科学忍者隊ガッチャマン〜運命の絆〜       | 2010年7月  |                                                         |
| ぱちんこCR北斗の拳 剛掌                            | 2010年7月  | 新枠「聖枠」採用、バトルスペック                        |
| ぱちんこCR獣王                                     | 2010年12月 | バトルスペック                                          |
| ぱちんこCR北斗の拳 百裂                            | 2011年3月  |                                                         |
| ぱちんこCRリングにかけろ1〜黄金の日本Jr.編〜       | 2011年5月  |                                                         |
| ぱちんこCR戦国乱舞 紺碧の双刃                      | 2011年6月  | デジパチ・羽根モノ混合タイプ                            |
| ぱちんこCRアラジンNEO 小さな皇女と天魔の都         | 2011年7月  |                                                         |
| ぱちんこCRろくでなしBLUES〜頂上血戦〜              | 2011年10月 |                                                         |
| ぱちんこCR蒼天の拳                                 | 2011年11月 | 型式名「ぱちんこCR蒼天の拳2」                           |
| ぱちんこCR逃亡者おりん2                            | 2012年2月  |                                                         |
| 手打ち雀球伝道録カイジ                             | 2012年2月  | 雀球                                                    |
| ぱちんこCR桃太郎電鉄 ひらけ!キングボンビジョンの巻 | 2012年3月  |                                                         |
| ぱちんこCRガオガオキング                           | 2012年6月  | ドラムリール搭載                                        |
| ぱちんこCRバーチャファイターレボリューション       | 2012年8月  |                                                         |
| ぱちんこCR蒼天の拳 天授                            | 2012年9月  |                                                         |
| ぱちんこCR神獣王                                   | 2012年12月 | 新枠「転生」採用                                        |
| ぱちんこCR北斗の拳5 覇者                           | 2013年2月  |                                                         |
| ぱちんこCR鉄のラインバレル                         | 2013年3月  |                                                         |
| ぱちんこCRルーキーズ                               | 2013年9月  |                                                         |
| ぱちんこCR蒼天の拳3 閻王                           | 2013年10月 |                                                         |
| ぱちんこCRアラジンTURBO                            | 2013年12月 |                                                         |
| ぱちんこCR北斗の拳5 百裂                           | 2014年1月  | シリーズ初のV確変機                                     |
| ぱちんこCR世紀末銀狼伝サガ                         | 2014年2月  |                                                         |
| ぱちんこCRモンスターハンター                       | 2014年3月  |                                                         |
| ぱちんこCR戦乱BurST!                               | 2014年4月  |                                                         |
| ぱちんこCRルクソールの薔薇                         | 2014年5月  | ダイナム専用機種                                        |
| ぱちんこCR化物語                                   | 2014年6月  |                                                         |
| ぱちんこCR北斗の拳6                                | 2014年11月 |                                                         |
| ぱちんこCRハクション大魔王                         | 2015年3月  | ドラムリール搭載                                        |
| ぱちんこCR聖戦士ダンバイン                         | 2015年4月  | 突破型高継続タイプ                                      |
| ぱちんこCRあしたのジョー                           | 2015年7月  |                                                         |
| ぱちんこCR神獣王2                                  | 2015年9月  |                                                         |
| ぱちんこCR北斗の拳6 天翔百裂                       | 2015年10月 | 新基準ミドル機                                          |

### 2016年内規準拠機
| 機種名                           | 発売年月   | 備考               |
| -------------------------------- | ---------- | ------------------ |
| ぱちんこCRキャプテンハーロック   | 2015年12月 |                    |
| ぱちんこCR真・北斗無双           | 2016年3月  | 新枠「闘神」採用   |
| ぱちんこCRスーパーロボット大戦OG | 2016年4月  | 突破型高継続タイプ |
| ぱちんこCRガオガオキング2        | 2016年7月  | ドラムリール搭載   |
| ぱちんこCR蒼天の拳 天帰          | 2016年8月  |                    |
| ぱちんこCRモンスターハンター4    | 2016年11月 |                    |
| デジハネCRAくだもの畑            | 2016年12月 | デジハネ専用機種   |
| ぱちんこCR北斗の拳7              | 2017年4月  |                    |
| ぱちんこCRビッグガチンコ7        | 2017年5月  | 転生枠             |
| ぱちんこCR渡る世間は鬼ばかり     | 2017年7月  |                    |
| ぱちんこCR攻殻機動隊S.A.C.       | 2017年9月  |                    |
| ぱちんこCRぷよぷよ               | 2017年12月 | 転生枠             |
| ぱちんこCR偽物語                 | 2018年4月  |                    |
| ぱちんこCR七つの大罪             | 2018年7月  |                    |
| ぱちんこCR真・北斗無双 第2章     | 2018年9月  |                    |
| ぱちんこCRあしたのジョー         | 2019年2月  |                    |

### 2018年改正規則準拠機
| 機種名                                        | 発売年月   | 製造 | 備考                                                                                      |
| --------------------------------------------- | ---------- | ---- | ----------------------------------------------------------------------------------------- |
| P宇宙戦艦ヤマト2199                           | 2018年11月 |      | 初の新規則対応機                                                                          |
| デジハネPA北斗の拳7 天破                      | 2019年1月  |      | 6段階設定                                                                                 |
| P七つの大罪 強欲Ver.                          | 2019年4月  |      |                                                                                           |
| P SHOW BY ROCK!!                              | 2019年5月  | G    | 6段階設定                                                                                 |
| Pあの日見た花の名前を僕達はまだ知らない。     | 2019年8月  |      | 6段階設定                                                                                 |
| P北斗の拳8 拳王                               | 2019年9月  |      |                                                                                           |
| Pガオガオキング3                              | 2019年10月 | G    |                                                                                           |
| Pビッグドリーム2激神                          | 2020年1月  | G    |                                                                                           |
| P蒼天の拳 双龍                                | 2020年2月  |      |                                                                                           |
| P真・北斗無双 第2章 頂上決戦                  | 2020年3月  |      |                                                                                           |
| P交響詩篇エウレカセブン HI-EVOLUTION ZERO     | 2020年8月  |      | 遊タイム搭載                                                                              |
| P ROAD TO EDEN                                | 2020年9月  | G    |                                                                                           |
| P真・北斗無双 第3章                           | 2020年12月 |      | 新枠「真焔」採用、遊タイム搭載                                                            |
| P〈物語〉シリーズ セカンドシーズン            | 2021年2月  | G    | 遊タイム搭載                                                                              |
| P甲鉄城のカバネリ                             | 2021年4月  | G    | 遊タイム搭載                                                                              |
| P北斗の拳8 救世主                             | 2021年5月  |      | 闘神枠                                                                                    |
| P超ハネ獣王                                   | 2021年6月  |      | 羽根モノタイプ、闘神枠 6段階設定搭載のダイナム専用スペックあり                            |
| P蒼天の拳 天刻                                | 2021年7月  | G    | 遊タイム搭載、闘神枠                                                                      |
| P火曜サスペンス劇場 最後の推理                | 2021年8月  | G    | C時短搭載                                                                                 |
| Pモンスターハンター ダブルクロス              | 2021年10月 |      |                                                                                           |
| P北斗の拳9 闘神                               | 2021年12月 | G    |                                                                                           |
| P真・北斗無双 Re:                             | 2022年1月  |      | 闘神枠                                                                                    |
| P真・北斗無双 第3章 ジャギの逆襲              | 2022年3月  | G    |                                                                                           |
| P頭文字D                                      | 2022年5月  |      |                                                                                           |
| Pモンスターハンター ダブルクロス 連続狩猟ver. | 2022年8月  | G    | Pモンスターハンター ダブルクロスのライトミドル仕様、遊タイム搭載                          |
| P七つの大罪2                                  | 2022年11月 | G    |                                                                                           |
| P TIGER & BUNNY                               | 2022年12月 |      | 二種タイプ                                                                                |
| Pビッグドリーム3                              | 2023年1月  |      | 1/77Ver.は二種タイプ                                                                      |
| P真・北斗無双 第4章                           | 2023年2月  | G    | c時短搭載                                                                                 |
| P聖戦士ダンバイン2 -ZEROLIMIT HYPER-          | 2023年3月  |      | 甘デジ版のZEROSONICは2種タイプ                                                            |
| P北斗の拳 暴凶星                              | 2023年5月  |      | P北斗の拳9の兄弟機                                                                        |
| P甲鉄城のカバネリ 4000連激ver.                | 2023年6月  |      | P甲鉄城のカバネリの兄弟機、二種タイプ                                                     |
| Pブラックラグーン4                            | 2023年7月  | G    | 甘デジ版はラッキートリガーを搭載                                                          |
| P交響詩篇エウレカセブン ANEMONE               | 2023年12月 |      | 甘デジ版はラッキートリガーを搭載                                                          |
| P北斗の拳 強敵LT                              | 2024年3月  |      | P北斗の拳9 及びP北斗の拳 暴凶星の兄弟機、2種タイプ、ラッキートリガー搭載                  |
| P化物語                                       | 2024年4月  | G    |                                                                                           |
| P頭文字D 2nd                                  | 2024年6月  | G    | ラッキートリガー搭載、特図1に二種当たりの抽選あり                                         |
| e北斗の拳10                                   | 2024年8月  | G    | 初のスマパチ、ラッキートリガー搭載、スマパチ用新枠「誓」導入、特図1に二種当たりの抽選あり |
| Pいくさの子 織田三郎信長伝                    | 2024年9月  | G    |                                                                                           |
| Pモンスターハンターライズ                     | 2024年11月 | G    | 二種タイプ・新枠「誓」から採用された"ウェーブギア"を搭載。                                |
| P盾の勇者の成り上がり                         | 2024年12月 | G    | ラッキートリガー搭載、特図1に二種当たりの抽選あり                                         |
| e蒼天の拳 羅龍                                | 2025年2月  |      | スマパチ、ラッキートリガー搭載                                                            |
| e真・北斗無双 第5章 ドデカSTART               | 2025年3月  |      | スマパチ、ラッキートリガー搭載                                                            |
| Pゾンビランドサガ                             | 2025年4月  |      | ラッキートリガー搭載                                                                      |
| デジハネP北斗の拳 慈母                        | 2025年5月  |      | e北斗の拳10の兄弟機、デジパチ初ラッキートリガー搭載機種                                   |
| e東京リベンジャーズ                           | 2025年7月  | G    | スマパチ、専用筐体「纏」採用、ラッキートリガー搭載                                        |

※製造元：G - 銀座
出典：パチンコ機種情報（パチンコビレッジ）／機種インデックス（P-WORLD）

## 主なゲームソフト
経営統合前に開発・発売されたゲーム作品の版権はセガが保有。
- STスペースインベーダー - タイトーの同名作品のライセンス生産
- STギャラクシアン - ナムコの同名作品のライセンス生産
- ビューポイント - 開発はエイコム
- GUILTY GEARシリーズ - 開発・原作はアークシステムワークス、のちにセガへ移管し現在は自社販売
- パチンコセクシーリアクションシリーズ
- 麻雀ハイパーリアクションシリーズ
- ベルセルク 千年帝国の鷹篇 聖魔戦記の章
- ドルフィンブルー
- ザ・ランブルフィッシュシリーズ - 開発・原作はディンプス。2012年に全権をディンプスが買収。
- 実戦パチスロ必勝法!シリーズ
- ストラガーデン - 開発はフロム・ネットワークス、サミーは2004年5月から11月まで運営を担当。
- バスランディングシリーズ
- スパイフィクション
- サバイバルアーツ
- デッドリースポート - ロケテストのみで発売はされず
- SEVEN SAMURAI 20XX（英語版） - 映画『七人の侍』をモチーフとしたゲームソフト。開発はディンプス・ポリゴンマジック。
- 嗚呼野球人生一直線
- ゾンビレイド（英語版） - 開発はサミーの米国法人だったAmerican Sammy。
- バトルブレイズ
- m HOLD’EM - 経営統合後の2021年7月1日にリリースされたゲームアプリ。テキサスホールデム関連事業『m』の一環として開発・運営。

## グループ会社
- セガサミーホールディングス（持株会社）
- セガ - コンシューマゲーム・アーケードゲームの開発・販売
- ロデオ（65%） - パチスロ機開発
- タイヨーエレック（100%） - パチンコ・パチスロ機開発
- 銀座（90%） - パチンコ・パチスロ機開発
- サミーネットワークス（100%） - パチンコ・パチスロ関連のコンテンツ配信
- サミーデジタルセキュリティ（80%） - パチンコ・パチスロ機のデバッグ業務
- ギャラクシーグラフィックス（100%） - CG制作。ウルトラスーパーピクチャーズと共同設立。2024年6月にサミーの完全子会社となった。
- ジーグ - パチンコ・パチスロ機の開発。サミーとユニバーサルエンターテインメントが50%の折半出資

### 過去のグループ会社
- 日本エイコム - サミーの子会社。AICOM（エイコム）名義でゲームをリリースするものの、1992年頃にサミーに吸収され解散。その後、一部の元日本エイコム社員が別会社の「エイコム」として独立し、1996年にはSNK（旧社）とタカラ（現・タカラトミー）の出資により「夢工房」と社名を変更した。同社はSNKの経営悪化に伴い解散。
- トレコ - サミーの子会社。TRECO名義でゲームをリリースしていた。1991年頃にサミーに吸収され解散。
- アークシステムワークス - ギルティギアシリーズ開発会社。現在はグループ会社ではない。
- ディンプス - 携帯電話用コンテンツ制作・開発会社。現在はグループ会社ではない。
- スパイク - ゲーム制作・開発会社。元々、セガが買収してきた同社を、サミーが保有株式を肩代わりした。現在はグループ会社ではない。
- サミーシステムズ - 秀工電子株式会社を継承会社としてHIシステム（ヒロタック/イクジー）を統合し社名変更。2009年、日本金銭機械株式会社に株式譲渡され[62]、同社の完全子会社となりJCMシステムズ株式会社として事業継承している。
- サミーデザイン - 2014年にインターライフホールディングスへ株式譲渡[63]。グループ離脱後もサミーのコーポレートロゴを継続使用していたが、2016年10月にファンライフ・デザイン株式会社へ商号変更しロゴも一新した。